# Frei Fado d'El Rei
Frei Fado (anteriormente Frei Fado d'El Rei) é um grupo musical do Porto formado em 1990, com uma sonoridade assente numa fusão entre o imaginário do fado, da música popular e do flamenco.

## Carreira
Em 1994 participaram na compilação Filhos da Madrugada, disco de homenagem a José Afonso, com uma versão do tema "Que Amor Não Me Engana". O convite surgiu após vencerem uma competição para escolher os dois últimos participantes do disco.
No final de 1995, os Frei Fado d'El Rei lançaram o seu primeiro álbum, Danças no Tempo. Com produção de Quico (Serrano) este trabalho apresentava com dezasseis temas originais.
Encanto da Lua, o segundo disco da banda, é editado em 1998. Conta com a participação de Vitorino, Uxia e Janita Salomé. Ainda no ano da Expo 98 participam com o tema "Ramo Verde" na compilação Saudade: Sons dos Oceanos.
O terceiro disco da banda é o registo ao vivo, em 2003, de Frei Fado d'El Rei em Concerto, uma actuação ocasião das Comemorações dos 1000 anos do Mosteiro de Leça do Balio.
O álbum Senhor Poeta: Um tributo a José Afonso, foi editado pela Ovação em Abril de 2007. O disco recebeu o Prémio José Afonso 2008 atribuído pela Câmara Municipal da Amadora.
A versão dos Frei Fado D'El Rei do tema "A Morte Saiu à Rua" seria incluído na compilação Todos Cantam Zeca Afonso (2008).
Os Frei Fado D'El Rei realizaram já inúmeros concertos de norte a sul de Portugal continental, bem como nos Açores. A nível internacional actuaram em concertos e festivais no Brasil, Estados Unidos da América, México, Espanha, França, Holanda e Bélgica.
Em Setembro de 2012, a banda editou um novo álbum de originais, Se o Meu Coração Não Erra (agora assinando apenas Frei Fado). Este disco marca uma renovação na linguagem musical do grupo, que descola das influências populares e medievais para assumir texturas sonoras mais ousadas, assentes numa estética de minimalismo contemporâneo. As letras resultam na sua maioria de uma colaboração com Valter Hugo Mãe, recuperando também poemas de Fernando Pessoa, Florbela Espanca e António Lobo Antunes.
O Quanto Somos Semelhantes é o trabalho dos Frei Fado lançado em 2015. Com produção de Rui Tinoco envolve poemas de autores como António Mega Ferreira, Eugénio de Andrade, José Jorge Letria, Manuel António Pina ou Valter Hugo Mãe.

## Membros

### Atuais
- Carla Lopes - voz
- Jorge Ribeiro - baixo acústico
- Ricardo Costa - guitarra
- Rui Tinoco - teclados e programações
- Zagalo - bateria e percussões.

### Antigos
- Cristina Bacelar - guitarra e voz[6][9]
- José Flávio Martins - baixo acústico, bandoloncelo e bandola[6]

## Discografia

### Álbuns de estúdio
- 1995 - Danças no Tempo (CD, Columbia)[3]
- 1998 - Encanto da Lua (CD, Sony)[4]
- 2007 - Senhor Poeta[1] (CD, Ed. Autor, Dist. Ovação)
- 2012 - Se O Meu Coração Não Erra[1] (CD, Ed. Autor)
- 2015 - O Quanto Somos Semelhantes[1]

### Álbuns ao vivo
- 2004 - Frei Fado d'El Rei em Concerto (CD, Açor)[6]

### Participações
- 1994 - Os Filhos da Madrugada Cantam José Afonso (2CD, BMG Portugal) com o tema "Que o Amor Não me Engana"[2]
- 1998 - Saudade: Sons dos Oceanos (CD, Sony) com o tema "Ramo Verde"[5]
- 2007 - Festival Intercéltico - 15 Anos de Histórias[1](CD, Som Livre) com o tema "Menino do Mar"
- 2008 - Todos Cantam Zeca Afonso (CD, Farol Música) com o tema "A Morte Saiu à Rua"[8]